# رددل (لوئیزیانا)
رددل (به انگلیسی: Reddell) شهری در ایالت لوئیزیانا کشور ایالات متحده آمریکا است که جمعیت آن در سرشماری سال ۲۰۱۰ میلادی، ۷۳۳ نفر بوده‌است.